# B&b, de boca en boca
B&b, de boca en boca es una serie de televisión cómica dramática española, creada por Daniel Écija y producida por Mediaset España, en colaboración con Globomedia para su emisión en Telecinco. Estaba ambientada en la redacción de una revista de moda y actualidad de tirada nacional, que cuenta con Belén Rueda, Gonzalo de Castro, Adolfo Fernández y Macarena García como principales protagonistas.La ficción fue estrenada el 17 de febrero de 2014 y finalizó el 30 de diciembre de 2015 en prime time.

## Historia
El 18 de junio de 2013se dio a conocer que Globomedia y Telecinco estaban preparando una nueva serie de televisión ambientada en una revista de moda, así como los nombres de los personajes principales. Una semana después, el día 24, se dio a conocer que Fran Perea y Dani Rovira estarían en la serie.El 2 de julio de 2013 se conoció que Paula Prendes, había sido fichada para participar en la serie.El 25 de septiembre de 2013 se dieron a conocer nuevos nombres fichados para la serie, los cuales serían Luisa Martín, Neus Sanz y Carlos Iglesias.El 13 de diciembre del mismo año se presentó la serie con el elenco de personajes al completo.Finalmente, el 4 de febrero de 2014, se dio a conocer que la fecha de estreno de la serie sería el lunes 17 de febrero de 2014, relegando a la serie La que se avecina a la noche de los miércoles.
Tras su estreno, la cadena envió un comunicado mostrando su satisfacción por los resultados obtenidos, y anunció la renovación de la serie por tres episodios adicionales, que se emitieron tras los 13 ya grabados, para completar su primera temporada.El 8 de abril de 2014, Mediaset España anunció su renovación por una segunda temporada, tras batir su récord de audiencia con 2 711 000 espectadores y registrar casi un millón y medio de descargas de capítulos en los portales de Telecinco y mitele.
El 28 de julio de 2014 comenzó el rodaje de su segunda temporada,que se empezó a emitir el 16 de septiembre de 2015.
La serie sufrió un parón de tres semanas los miércoles 11 y 18 de noviembre debido a que Telecinco decidió emitir las películas Ocho apellidos vascos y Avatar.
Tras ello, la serie se despidió para siempre de los espectadores el 30 de diciembre de 2015 con un total del 13,4% en sus dos temporadas y 29 episodios.

## Argumento
Óscar Bornay (Adolfo Fernández), el dueño de B&b, de boca en boca, decide contratar a Pablo Balboa (Gonzalo de Castro) como nuevo director de la revista con el objetivo de incrementar sus ventas. El nuevo fichaje sorprenderá a Candela (Belén Rueda), la subdirectora de la publicación, que era la candidata natural para cubrir el puesto. Por si fuera poco, Pablo es un antiguo novio suyo, que la abandonó 18 años atrás sin dar explicaciones. La llegada de Pablo coincidirá con la de Sonia                 (Macarena García), la hija universitaria de Candela, que afronta su primera experiencia profesional.
Otro de los redactores es Juan (Dani Rovira), un periodista junior, apasionado y lleno de ilusión que comparte piso con Mario (Fran Perea), un fotógrafo apuesto y mujeriego que también trabaja en la revista. Juan está locamente enamorado de Vero (Cristina Brondo), la dulce y encantadora ayudante de estilismo. La joven esconde un gran secreto que Juan descubrirá en el primer capítulo de la serie.
La jefa directa de Vero es Clara (Cristina Alarcón), hija del presidente de B&b y principal artífice del fichaje del nuevo director, al que conoció en Buenos Aires y del que se enamoró perdidamente. Lucas (Jorge Usón), el jefe de la sección de Sociedad, congenia a la perfección con Clara pero se muestra contrario a los cambios que Pablo introduce en la revista, encaminados a convertirla en una publicación más cercana y menos elitista.
Por su parte, el nuevo director pedirá ayuda a César (Carlos Iglesias), uno de sus mejores amigos y colaboradores en sus años de juventud, hermano de Candela y marido de Susana (Neus Sanz), la eficiente secretaria de Producción, con la que tiene dos hijos: Toño (Emilio Palacios) y Cesítar               (Alejandro Rodríguez), de 17 y 11 años respectivamente. César siempre ha trabajado en la redacción de Deportes de diversos medios, pero después de dos años en paro no le quedará más remedio que aceptar la oferta de su colega.

## Reparto

### 1.ª temporada

#### Reparto principal
- Belén Rueda - Candela Bermejo Lago
- Gonzalo de Castro - Pablo Balboa
- Luisa Martín - Carmen Sánchez
- Adolfo Fernández - Óscar Bornay Uriarte
- Macarena García - Sonia Balboa Bermejo
- Fran Perea - Mario Rojas
- Neus Sanz - Susana Rivas
- Dani Rovira - Juan Gutiérrez García
- Paula Prendes - Martina Sánchez
- Cristina Brondo - Verónica "Vero" Camacho (Episodio 1 - Episodio 13)
- Cristina Alarcón - Clara Bornay Miralles
- Jorge Usón - Lucas Berdún
- Sara Sálamo - Cayetana "Caye" Bornay Miralles
- César Mateo - Hugo Herreros Sánchez
- Cristóbal Suárez - Cristóbal Gallardo
- Carlos Iglesias - César Bermejo Lago (Episodio 1 - Episodio 15)

#### Reparto recurrente
- Puchi Lagarde - Ángeles "Tita" Miralles de Bornay (Episodio 1 - Episodio 16)
- Emilio Palacios - Antonio "Toño" Bermejo Rivas (Episodio 1 - Episodio 15)
- Alejandro Rodríguez - César Jr. "Cesítar" Bermejo Rivas (Episodio 1 - Episodio 15)
- Andrés Velencoso - Rubén Barahona (Episodio 15 - Episodio 16)

#### Reparto episódico
- Lorena Ayala - Yaiza Reyes (Episodio 1; Episodio 12)
- Fernando Cayo - Charlie Gómez (Episodio 2)
- Alejandro Arroyo - Julio Barbosa (Episodio 3)
- Gorka Aguinagalde - Andrés Aguinealde (Episodio 4)
- Chanel Terrero - Sira Lindo (Episodio 4)
- Andrés Herrera - Andrés Carrasco "El Poni" (Episodio 5)
- Alain Hernández - Santiago "Santi" (Episodio 6)
- Helena Kaittani - Bea (Episodio 7 - Episodio 12)
- Ana Marzoa - Paula Dobao (Episodio 7)
- Abraham Mateo - Abraham Mateo (Episodio 7)
- Asunción Balaguer - Doña Justa (Episodio 8)
- Pepo Oliva - Padre de Lucas (Episodio 8)
- Raquel Guerrero - Sara Medina (Episodio 9)
- Alejandro Tous - Alberto (Episodio 10)
- Miguel Guardiola - Padre de Fernando Vidal (Episodio 10)
- Chani Martín - Chema Garrido (Episodio 10)
- Annick Weerts - Chloe García (Episodio 10 - Episodio 11)
- Fanny Gautier - Nati Gómez de Urquijo (Episodio 11)
- Carme Chaparro - Carme Chaparro (Episodio 12)
- Javi Coll - Escalonilla (Episodio 13)
- Juan Carlos Librado «Nene» - Julián Rivas (Episodio 14 - Episodio 15)
- Juan Messeguer - Doctor Vergara (Episodio 14)
- Roberto Álvarez - Jorge Fraguas (Episodio 15)
- Sayago Ayuso - Agustín Rojas (Episodio 16)

### 2.ª temporada

#### Reparto principal
- Belén Rueda - Candela Bermejo Lago
- Gonzalo de Castro - Pablo Balboa
- Luisa Martín - Carmen Sánchez
- Adolfo Fernández - Óscar Bornay Uriarte
- Macarena García - Sonia Balboa Bermejo (Episodio 17/1 - Episodio 21/5)
- Fran Perea - Mario Rojas
- Dani Rovira - Juan Gutiérrez García (Episodio 17/1 - Episodio 23/7)
- Paula Prendes - Martina Sánchez
- Cristina Alarcón - Clara Bornay Miralles
- Jorge Usón - Lucas Berdún
- Sara Sálamo - Cayetana "Caye" Bornay Miralles
- César Mateo - Hugo Herreros Sánchez
- Puchi Lagarde - Ángeles "Tita" Miralles de Luzuriaga
- Cristóbal Suárez - Cristóbal Gallardo (Episodio 18/2 - Episodio 29/13)

#### Reparto recurrente
- Andrés Velencoso - Rubén Barahona (Episodio 17/1 - Episodio 27/11)
- Cristina Brondo - Verónica 'Vero' Camacho (Episodio 22/6 - Episodio 23/7)
- Israel Elejalde - Roberto (Episodio 23/7)
- Edu Soto - Felipe Blasco (Episodio 25/9)
- Elena Ballesteros - Maite Gasca (Episodio 27/11 - Episodio 29/13)

#### Reparto episódico
- Peter Nikolas - Nikolai Escurnimesoff (Episodio 18/1)
- Lina Gorbaneva - Olga (Episodio 17/1 - Episodio 18/2)
- Harlys Becerra - Ero (Episodio 17/1; Episodio 19/3; Episodio 21/5; Episodio 24/8 - Episodio 27/11)
- Oriol Tarrasón - Padre Pedro (Episodio 18/2)
- Maximiliano Márquez - Abuelo de Nerea Cortés (Episodio 18/2)
- Inma Sancho - Madre de Nerea Cortés (Episodio 18/2)
- Carles Sanjaime - Agustín Cortés (Episodio 18/2)
- Marta Larralde - Lucía Escudero (Episodio 19/3; Episodio 21/5 - Episodio 23/7)
- Patricia Valley - Esther Sánchez Ortega (†) (Episodio 19/3)
- Arturo Santos - Doctor Ledesma (Episodio 20/4)
- Mercedes Del Castillo - Matilde Sanz (Episodio 20/4)
- Sayago Ayuso - Agustín Rojas (Episodio 21/5)
- Silvia Aranda - María Blas (Episodio 21/5)
- José Vicente Moirón - Héctor Cebrián (Episodio 21/5)
- Jesús Ruyman - Enrique Villegas (Episodio 22/6)
- Jorge Zamorano - Damián (Episodio 22/6)
- Manel Sans - Salvador "Salva" Jiménez (Episodio 22/6)
- Gabriel Delgado - Alfonso (Episodio 23/7)
- Chema Ruiz - Médico (Episodio 24/8 - Episodio 25/9)
- Mari Carmen Sánchez - Aurora García (Episodio 23/7)
- Toni Martínez - Jaime Barrios (Episodio 26/10 - Episodio 28/12))
- Jesús Castejón - Mauricio Rocha (Episodio 26/10)
- Concha Hidalgo - Paquita Cifuentes (†) (Episodio 27/11)

## Episodios
| Temporada | Temporada | Episodios | Estreno                  | Final                   | Audiencia media | Audiencia media | Audiencia media |
| Temporada | Temporada | Episodios | Estreno                  | Final                   | Espectadores    | Cuota           |                 |
| --------- | --------- | --------- | ------------------------ | ----------------------- | --------------- | --------------- | --------------- |
|           | 1         | 16        | 17 de febrero de 2014    | 11 de junio de 2014     | 2 600 000       | 14,3%           |                 |
|           | 2         | 13        | 16 de septiembre de 2015 | 30 de diciembre de 2015 | 1 999 000       | 12,4%           |                 |
| Total     | Total     | 29        | 2014                     | 2015                    | 2 300 000       | 13,4%           |                 |

### Primera temporada: 2014
| N.º (serie) | N.º (temp.) | Título                                          | Director(es)      | Fecha de emisión      | Audiencia          |
| ----------- | ----------- | ----------------------------------------------- | ----------------- | --------------------- | ------------------ |
| 1           | 1           | «Error de cálculo»                              | Begoña Álvarez    | 17 de febrero de 2014 | 2 861 000 (14,0 %) |
| 2           | 2           | «Las últimas 24 horas de Charlie Gómez»         | José Ramón Ayerra | 24 de febrero de 2014 | 2 649 000 (13,1 %) |
| 3           | 3           | «El nuevo caso de Tristán Ugarte»               | Begoña Álvarez    | 3 de marzo de 2014    | 2 657 000 (13,4 %) |
| 4           | 4           | «La próxima película de Toni Gros»              | Begoña Álvarez    | 12 de marzo de 2014   | 2 831 000 (15,2 %) |
| 5           | 5           | «El último combate de Andrés Carrasco, El Poni» | Mar Olid          | 19 de marzo de 2014   | 2 522 000 (14,7 %) |
| 6           | 6           | «Paco Pinto quiere volver a su celda»           | Begoña Álvarez    | 26 de marzo de 2014   | 2 517 000 (14,2 %) |
| 7           | 7           | «La verdad sobre Paula Dobao»                   | Begoña Álvarez    | 2 de abril de 2014    | 2 711 000 (15,3 %) |
| 8           | 8           | «La memoria de Doña Justa»                      | Mar Olid          | 9 de abril de 2014    | 2 175 000 (12,4 %) |
| 9           | 9           | «Sara Medina quiere protestar»                  | Begoña Álvarez    | 23 de abril de 2014   | 2 348 000 (13,4 %) |
| 10          | 10          | «Chema Garrido mató a Fernando Vidal»           | José Ramón Ayerra | 30 de abril de 2014   | 2 146 000 (12,5 %) |
| 11          | 11          | «El buen corazón de Nati Gómez de Urquijo»      | Mar Olid          | 7 de mayo de 2014     | 2 520 000 (14,1 %) |
| 12          | 12          | «La carpeta del señor X»                        | Begoña Álvarez    | 14 de mayo de 2014    | 2 322 000 (14,0 %) |
| 13          | 13          | «La boda de Pablo B y Clara B (B y B)»          | José Ramón Ayerra | 21 de mayo de 2014    | 3 028 000 (16,4 %) |
| 14          | 14          | «La operación del doctor Vergara»               | Mar Olid          | 28 de mayo de 2014    | 2 870 000 (15,6 %) |
| 15          | 15          | «Emilio Casares tiene un imperio textil»        | Begoña Álvarez    | 4 de junio de 2014    | 2 670 000 (14,5 %) |
| 16          | 16          | «La evasión de capitales de Óscar Bornay»       | José Ramón Ayerra | 11 de junio de 2014   | 2 782 000 (15,2 %) |

### Segunda temporada: 2015
| N.º (serie) | N.º (temp.) | Título                                                      | Director(es)      | Fecha de emisión         | Audiencia          |
| ----------- | ----------- | ----------------------------------------------------------- | ----------------- | ------------------------ | ------------------ |
| 1           | 17          | «Pablo Balboa va de viaje de negocios»                      | Beatriz Álvarez   | 16 de septiembre de 2015 | 2 283 000 (13,7 %) |
| 2           | 18          | «El amor prohibido de Nerea Cortés»                         | José Ramón Ayerra | 23 de septiembre de 2015 | 2 134 000 (13,1 %) |
| 3           | 19          | «Los amores peligrosos de Rubén Barahona»                   | Mar Olid          | 30 de septiembre de 2015 | 1 852 000 (11,6 %) |
| 4           | 20          | «El asesino de Esther Sánchez Ortega»                       | Sandra Gallego    | 7 de octubre de 2015     | 2 165 000 (13,7 %) |
| 5           | 21          | «María Blas tiene un discurso político radical»             | José Ramón Ayerra | 14 de octubre de 2015    | 2 074 000 (13,7 %) |
| 6           | 22          | «Los dos amores de Juan Gutiérrez»                          | Begoña Álvarez    | 21 de octubre de 2015    | 2 006 000 (13,1 %) |
| 7           | 23          | «Candela Bermejo se rebela contra su destino»               | Mar Olid          | 28 de octubre de 2015    | 1 984 000 (12,8 %) |
| 8           | 24          | «Candela Bermejo quiere sacar lo que tiene dentro»          | Sandra Gallego    | 4 de noviembre de 2015   | 2 029 000 (13,4 %) |
| 9           | 25          | «La mañana más larga de Candela Bermejo»                    | José Ramón Ayerra | 25 de noviembre de 2015  | 1 889 000 (12,9 %) |
| 10          | 26          | «Hugo Herreros es perseguido por la policía»                | Mar Olid          | 2 de diciembre de 2015   | 1 981 000 (11,5 %) |
| 11          | 27          | «El lapsus de Pablo Balboa»                                 | Sandra Gallego    | 9 de diciembre de 2015   | 2 120 000 (12,2 %) |
| 12          | 28          | «Pablo Balboa y Clara Bornay se van a divorciar»            | José Ramón Ayerra | 16 de diciembre de 2015  | 1 833 000 (10,2 %) |
| 13          | 29          | «Pablo Balboa y Candela Bermejo hacen una escapada a París» | Begoña Álvarez    | 30 de diciembre de 2015  | 1 637 000 (9,5 %)  |

### En el interior de B&b
| Programas emitidos | Programas emitidos | Programas emitidos | Programas emitidos | Programas emitidos |
| N.º                | Fecha de emisión   | Espectadores       | Cuota de pantalla  |                    |
| ------------------ | ------------------ | ------------------ | ------------------ | ------------------ |
| 1                  | 17/02/2014         | 1 808 000          | 9,5%               |                    |
| 2                  | 12/03/2014         | 1 952 000          | 10,6%              |                    |
| 3                  | 16/04/2014         | 1 943 000          | 15,0%              |                    |

### Evolución de audiencias
| Temporada | Temporada | Episodio número | Episodio número | Episodio número | Episodio número | Episodio número | Episodio número | Episodio número | Episodio número | Episodio número | Episodio número | Episodio número | Episodio número | Episodio número | Episodio número | Episodio número | Episodio número |
| Temporada | Temporada | 1               | 2               | 3               | 4               | 5               | 6               | 7               | 8               | 9               | 10              | 11              | 12              | 13              | 14              | 15              | 16              |
| --------- | --------- | --------------- | --------------- | --------------- | --------------- | --------------- | --------------- | --------------- | --------------- | --------------- | --------------- | --------------- | --------------- | --------------- | --------------- | --------------- | --------------- |
|           | 1         | 2.861           | 2.649           | 2.657           | 2.831           | 2.522           | 2.517           | 2.711           | 2.175           | 2.348           | 2.146           | 2.520           | 2.322           | 3.028           | 2.870           | 2.670           | 2.782           |
|           | 2         | 2.283           | 2.134           | 1.852           | 2.165           | 2.074           | 2.006           | 1.984           | 2.029           | 1.889           | 1.981           | 2.120           | 1.833           | 1.637           | —               | —               | —               |

## Premios
En 2015, el Festival de Televisión de Montecarlo nominó a la serie en dos categorías: "Mejor serie TV de Comedia" y "Mejor Actriz en una Serie TV de Comedia" para Belén Rueda.